# SCB-27 (программа ВМС США)
SCB-27 — программа ВМС США по модернизации авианосцев типа «Эссекс», которая проводилась с 1947 по 1955 год. Эта программа позволила реактивным самолётам базироваться на авианосцы времён Второй мировой войны.

## Модернизация
Модернизация по программе SCB-27 занимала около двух лет. Усиление полётной палубы позволило авианосцам принимать более тяжёлые и скоростные самолёты (AJ Savage) массой до 24 т (52 000 фн). Той же цели служило усиление элеваторов и установка более мощных катапульт и новых аэрофинишёров Mk 5. Кормовой элеватор был перемещён с центра палубы на левый борт. Четыре сдвоенных 127-мм орудия Mk 12 были демонтированы, полностью очистив полётную палубу от артиллерии. Новые 8 орудий были установлены с каждого борта на спонсонах носовой и кормовой частей по два. 40-мм автоматы были заменены 76-мм/50 орудиями, более эффективными благодаря дистанционным взрывателям.
Надстройка была полностью реконструирована, сделана короче (благодаря демонтажу орудий) и выше. Дымовые трубы были перестроены и размещены под углом в корму, чтобы установить новый радар и коммуникационную мачту в верхней части надстройки. Для защиты лётного состава дежурные помещения были перемещены с палубы галереи под бронированную палубу ангара с большим эскалатором в средней части правого борта.
Объём авиационного топлива был увеличен на 50% — до 1140 м³ (300 000 галлонов), а скорость подачи топлива по магистрали — до 190 литров (50 галлонов) в минуту. Эффективность пожаротушения была увеличена благодаря раздвижным пожарным переборкам, разбивающим ангар на отдельные зоны, системе пенного пожаротушения, улучшенным водяным завесам, мельхиоровым пожарным магистралям. Были улучшены электрогенераторы, оборудование для хранения и подачи боеприпасов.
Модернизация привела к увеличению водоизмещения кораблей почти на 20%. Корабли были оборудованы блистерами, увеличивающими ширину по ватерлинии на 2,5—3 м. Из-за более глубокой посадки, скорость уменьшилась до 31 узла.

### Варианты модернизации
Модернизация по программе SCB-27 проводилась в двух вариантах: SCB-27A предусматривала установку двух гидравлических катапульт H-8, а SCB-27C — двух паровых катапульт С-11. Из-за различия в оборудовании катапульт, авианосцы SCB-27C получились тяжелее и шире в ватерлинии. Кроме того, авианосцы SCB-27C были оборудованы отражателями реактивной струи, системой охлаждения палубы, оборудованием для смешивания топлива (англ. fuel blending facilities), аварийным барьером и арсеналом для хранения и подачи ядерного оружия. На авианосцах  SCB-27C  новый бортовой элеватор был смещён дальше в корму, чем на SCB-27A.

## История программы
Прототипом для модернизации по программе SCB-27A послужил недостроенный из-за окончания войны авианосец CV-34 «Орискани». Все авианосцы типа «Эссекс», прошедшие модернизацию по программе SCB-27 (кроме CV-39 «Лейк Чемплейн»), в дальнейшем были модернизированы по программе SCB-125 (угловая посадочная палуба, закрытый «штормовой» нос). Для некоторых авианосцев модернизации по этим двум программам были совмещены.

### Модернизированные корабли
Источник информации: www.history.navy.mil.
|                        | Программа   | Верфь        | Начало  | В строю |
| ---------------------- | ----------- | ------------ | ------- | ------- |
| CV-34 «Орискани»       | SCB-27A     | New York     | 08.1947 | 09.1950 |
| CV-9 «Эссекс»          | SCB-27A     | Puget Sound  | 02.1949 | 01.1951 |
| CV-18 «Уосп»           | SCB-27A     | New York     | 05.1949 | 09.1951 |
| CV-33 «Кирсадж»        | SCB-27A     | Puget Sound} | 02.1950 | 02.1952 |
| CV-39 «Лейк Чемплейн»  | SCB-27A     | Norfolk      | 08.1950 | 09.1952 |
| CV-20 «Беннингтон»     | SCB-27A     | New York     | 12.1950 | 12.1952 |
| CV-10 «Йорктаун»       | SCB-27A     | Puget Sound  | 03.1951 | 02.1953 |
| CV-15 «Рэндольф»       | SCB-27A     | Newport News | 06.1951 | 07.1953 |
| CV-12 «Хорнет»         | SCB-27A     | New York     | 07.1951 | 09.1953 |
| CV-19 «Хэнкок»         | SCB-27C     | Puget Sound  | 12.1951 | 02.1954 |
| CV-11 «Интрепид»       | SCB-27C     | Newport News | 04.1952 | 06.1954 |
| CV-14 «Тикондерога»    | SCB-27C     | New York     | 04.1952 | 09.1954 |
| CV-38 «Шангри-Ла»      | SCB-27C/125 | Puget Sound  | 10.1952 | 01.1955 |
| CV-16 «Лексингтон»     | SCB-27C/125 | Puget Sound  | 09.1953 | 08.1955 |
| CV-31 «Бон Омм Ричард» | SCB-27C/125 | Mare Island  | 05.1953 | 09.1955 |